# Eyraud-Crempse-Maurens
Eyraud-Crempse-Maurens község Franciaország Új-Aquitania régiójában, Dordogne megyében. Új községként 2019. január 1-jén jött létre négy korábbi község: Maurens, Laveyssière, Saint-Jean-d’Eyraud és Saint-Julien-de-Crempse egyesítésével. Lakosainak száma 1666 fő (2022. január 1.).

## Népesség
| Lakosok száma | 1596 | 1595 | 1588 | 1572 | 1587 | 1629 | 1666 |
|               | 2015 | 2017 | 2018 | 2019 | 2020 | 2021 | 2022 |